# Makedonci u Srbiji
Makedonci u Srbiji (makedonski: Македонци во Србија) stanovnici su Srbije koji se deklariraju kao pripadnici makedonske zajednice. Prema popisu iz 2022. godine u Srbiji je bilo 14 767 Makedonaca. Prema procjenama u Srbiji živi između 150 i 200 tisuća Makedonaca.

## Povijest
Makedonci su prisutni u Srbiji još od srednjeg vijeka. U 17. stoljeću poglavar Srpske pravoslavne Crkve bio je Makedonac Maksim Skopljanac. Makedonci su imali značajnu ulogu u Prvom srpskom ustanku, gdje su su istakli Cincar Marko Kostić iz Donje Belice, Cincar Janko Popović iz Ohrida, Vuča Žikić iz Mavrova, diplomati Petar Ičko i Petar Čardaklija iz Leunova, Hećim-Toma Kostić iz Kožana koji je liječio srpske ustanike. Prvi arhitekt u novovjekovnoj Srbiji bio je Makedonac Nikola Živković (Hadži Neimar) iz Vodena, koji je izgradio konak kneza Miloša i kneginje Ljubice, Dimitrije Sabov bio je dobrotvor i osnivač prve gimnazije u Srba. Stjecanjem autonomije 1830. godine od Osmanskog carstva, Srbija je postala mjesto doseljavanja Makedonaca i drugih hrišćana, koji nisu htjeli više biti turski građani (»podanici«).
Neposredno nakon Drugog svjetskog rata, mahom na napuštena njemačka imanja u južnom Banatu (okolica Vršca, Pančeva i Plandišta) iz različitih krajeva Sjeverne Makedonije naselili su se Makedonci. U drugoj polovici 20. stoljeća više tisuća Makedonaca se nastanilo u Beogradu i drugim velikim gradovima Srbije. Najviše ih je došlo iz sjeverozapadnih, sjevernih i sjeveroistočnih makedonskih oblasti. U Jabuci kod Pančeva oko 80 % makedonskih kolonista potječe iz jugozapadnih dijelova Makedonije (Struga, Prespa, Demir Hisar).

## Demografija
U Srbiji je 2022. godine na popisu stanovništva bilo 14 767 Makedonaca, od čega 4293 u gradu Beogradu i 7021 u Vojvodini.
| Mjesto | Beograd | Jabuka | Kačarevo | Pančevo | Novi Sad | Plandište | Niš |
| 2022.  | 4293    | 1339   | 710      | 661     | 645      | 478       | 412 |

## Poznate ličnosti
- Maksim Skopljanac, pećki nadbiskup i patrijarh Srpske pravoslavne Crkve
- Petar Ičko, osmanski i srpski diplomat
- Mihajlo Pupin, srpski i američki znanstvenik, izumitelj, profesor na Sveučilištu Columbia i prema SANU među 100 najznamenitijih Srba (podrijetlom)
- Nikola Pašić, srpski političar, dugogodišnji predsjednik vlade Kraljevine Srbije i Kraljevine Srba, Hrvata i Slovenaca, osnivač, vođa Narodne radikalne stranke i prema SANU među 100 najznamenitijih Srba (podrijetlom)
- Stevan Stojanović Mokranjac, srpski skladatelj i glazbeni pedagog, klasik srpske glazbe i prema SANU među 100 najznamenitijih Srba (podrijetlom)
- Jovan Jovanović Zmaj, srpski književnik, začetnik je satiričnog, društveno angažiranoga pjesništva u srpskoj književnosti i prema SANU MEĐU 100 najznamenitijih Srba (podrijetlom)
- Danilo Stojković, srpski glumac i komičar (podrijetlom)
- Lazar Ristovski, srpski glumac, redatelj i scenarist (podrijetlom)
- Miloš Biković, srpski glumac (podrijetlom)
- Dragoslav Šekularac, srpski nogometaš i trener (podrijetlom)